# Röhrmoos
Röhrmoos település Németországban, azon belül Bajorországban. Lakosainak száma 6721 fő (2023. december 31.).

## Népesség
A település népessége az elmúlt években az alábbi módon változott:
| Lakosok száma | 503  | 1198 | 2354 | 5017 | 6215 | 6267 | 6487 | 6487 | 6523 | 6721 |
|               | 1875 | 1950 | 1975 | 1987 | 2012 | 2014 | 2016 | 2017 | 2021 | 2023 |